# 2-甲基嘧啶
2-甲基嘧啶是一种有机化合物，化学式为C5H6N2。它可由2-氯嘧啶和二甲基锌在二氯化[1,2-二(二苯基膦)基乙烷]钯的催化下反应得到。它可以被二氟化银氟化，生成4-氟-2-甲基嘧啶。它可以和高氯酸银形成配合物。